# General der Nachrichtenaufklärung
Der General der Nachrichtenaufklärung (kurz: GdNA) war eine Dienststelle der Wehrmacht während des Zweiten Weltkriegs. Aufgabe war die Erfassung und nach Möglichkeit Entzifferung des feindlichen Nachrichtenverkehrs (auch genannt: Offensive Kryptologie). Außerdem gehörte die Überprüfung und Wahrung der Festigkeit der eigenen kryptographischen Verfahren zu den Aufgaben (defensive Kryptologie). Die Dienststelle des GdNA unterstand dem Oberkommando des Heeres (OKH), was auch aus ihrer Kurzbezeichnung OKH/GdNA deutlich wird.
OKH/GdNA ist als ein Pendant zu OKW/Chi, also der Chiffrierabteilung des Oberkommandos der Wehrmacht (OKW) zu sehen, beziehungsweise dem sogenannten B-Dienst (Beobachtungsdienst) der Kriegsmarine, dem Forschungsamt (FA) der Luftwaffe und dem Amt IV E im Reichssicherheitshauptamt (RSHA).

## Geschichte

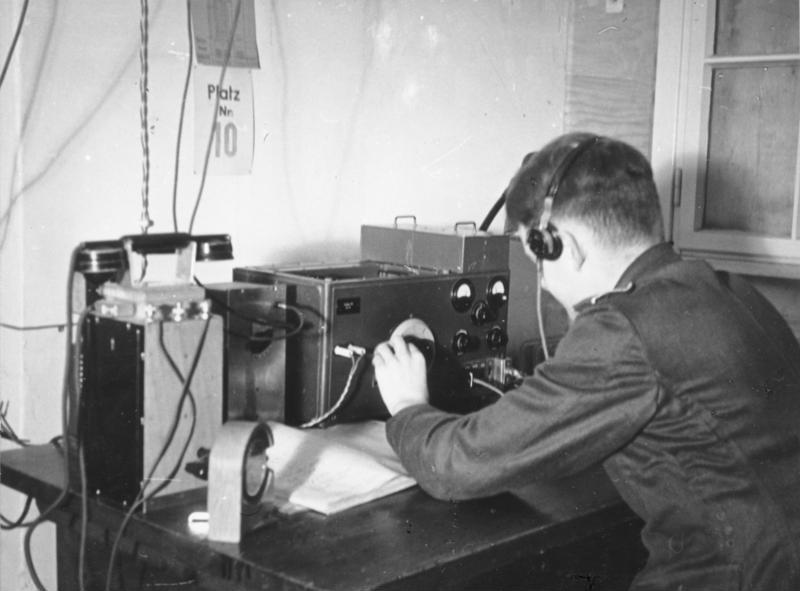
Nachrichtensoldat am Empfangsgerät

Gegen Ende des Krieges, im Oktober 1944, wurde die Nachrichtenaufklärung des deutschen Heeres umstrukturiert und drei zentrale Dienststellen zusammengelegt, nämlich die AgN/NA, die LNA und die HLS Ost.
Die AgN/NA war die für Nachrichtenaufklärung (NA) zuständige Abteilung innerhalb der Amtsgruppe Nachrichten (AgN). Ihre vollständige Kurzbezeichnung war OKH/AHA/AgN/NA für „Oberkommando des Heeres/Allgemeines Heeresamt/Amtsgruppe Nachrichten/Nachrichtenaufklärung“. Sie war im Herbst 1943 aus der Inspektion 7 Gruppe VI (In 7/VI) entstanden, deren vollständige Bezeichnung „Chef H Rüst u BdE/In 7/VI“ war, und die ihrerseits 1941 gegründet worden war. Ihr Sitz war nahe der Bendlerstraße in Berlin und sie unterstand dem Chef der Heeresrüstung und Befehlshaber des Ersatzheeres.
Die Abkürzung LNA bezeichnete die „Leitstelle der Nachrichtenaufklärung“ in Zossen (nahe Berlin). Zu ihren Aufgaben gehörte die Auswertung des nichtrussischen Funkverkehrs. Sie gliederte sich unter anderem in Referate für britische, amerikanische, italienische, griechische, türkische, tunesische, portugiesische und spanische Nachrichten. Sie erhielt entzifferte Funksprüche von der In 7/VI.
Das Kürzel HLS Ost stand für „Horchleitstelle Ost“. Diese Zentralstelle befasste sich mit der Entzifferung und nachrichtendienstlichen Auswertung des russischen Verkehrs. Ihr Sitz war Lötzen im damaligen Ostpreußen. Durch den kriegsbedingten Rückzug dieser Dienststelle und Verlegung nach Zossen in den Bunker Wünsdorf „Zeppelin“, ergab sich als logische Konsequenz die Zusammenlegung von HLS Ost, LNA und AgN/NA, der früheren In 7/VI. Daraus entstand im Oktober 1944 die Dienststelle des GdNA.

## Gliederung
Dem unter Weblinks angegebenen TICOM-Verhörprotokoll I-113 von Maj. Dr. Rudolf Hentze vom 18. September 1945 lässt sich die Organisationsstruktur entnehmen. Demnach gliederte sich die Dienststelle unter der Leitung von Oberst Friedrich Boetzel und seines Stabschefs Oberstleutnant Andrae ähnlich wie auch OKW/Chi in mehrere Gruppen (Gr.), die mit Ausnahme der Gruppe Z mit römischen Zahlen bezeichnet wurden:
- Gr. Z, Zentrale Aufgaben, Major Hüther
- Gr. I, Taktische Steuerung
- Gr. II, Nachrichtenerfassung West (Endauswertung West), Hauptmann Dr. Thiel
- Gr. III, Nachrichtenerfassung Ost (Endauswertung Ost), Hauptmann Karl-Heinz Gorzolla
- Gr. IV, Kryptanalyse, Major Dr. Rudolf Hentze
- Gr. V, Ausrüstung, Amtmann Block
- Gr. VI, amerikanischer und russischer Fernschreibverkehr, Hauptmann Herbert Röder

Von besonderer Bedeutung war die durch Hentze geleitete Gruppe Kryptanalyse. Diese untergliederte sich weiter in sechs Hauptreferate und diverse Referate, die auf die jeweils unterschiedlichen Hand- und Maschinenschlüsselverfahren spezialisiert waren.